# Rivière sans retour
Pour plus de détails, voir Fiche technique et Distribution.
Rivière sans retour (River of No Return) est un western américain de la 20th Century Fox, réalisé par Otto Preminger, sorti en 1954.

## Résumé
Après une absence de plusieurs années, Matthew Calder arrive dans un camp de chercheurs d'or pour retrouver son fils, Mark, qui a été amené là par un homme à qui il a donné 100 dollars pour ça. Mais cet homme a disparu en laissant Mark errer seul dans le camp, heureusement pris sous l'aile d'une chanteuse de bar : Kay. Matt prouve à Mark qu'il est bien son père en lui montrant une photo de sa mère qui est décédée... Il promet à son fils une vie de chasse et de pêche, loin de la fièvre de l'or. Tous deux quittent le village et partent s'installer dans la vallée.
Kay et son fiancé, Harry Weston, un joueur de cartes, rêvent eux aussi d'une vie meilleure. Celui-ci voit sa chance surgir lorsqu'il gagne une propriété minière au poker. C'est l'occasion pour lui d'enfin devenir riche. Il doit aller à Council City pour y enregistrer le bien. Il achète donc un radeau avec l'argent de Kay
pour leur permettre de descendre la rivière jusqu'à cette ville.

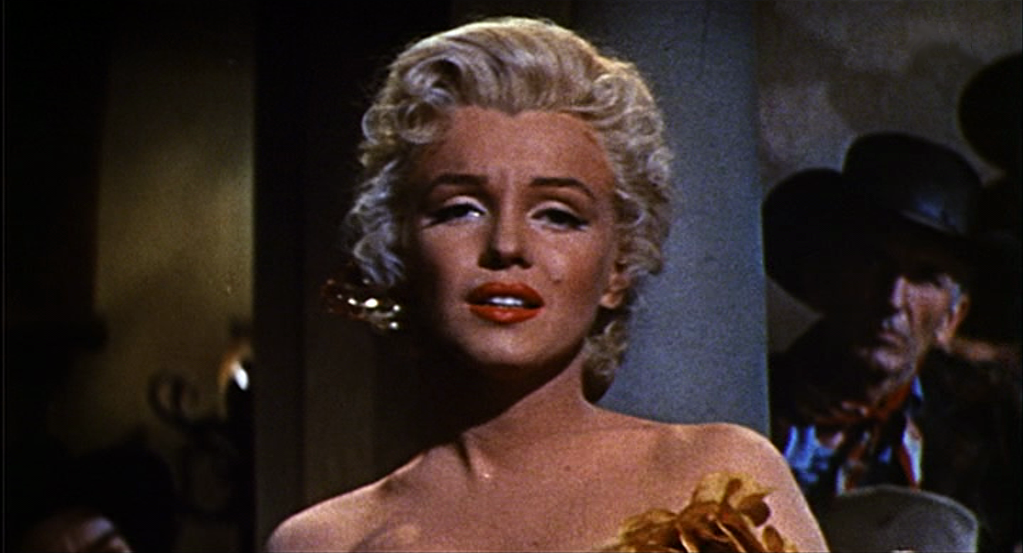
Marilyn Monroe dans le rôle de Kay.

Les deux amants se retrouvent pris dans des rapides et perdent le contrôle de leur embarcation. Heureusement, le cours d'eau passe juste à côté de la ferme isolée que Matt et son fils exploitent. Ceux-ci parviennent à sauver le couple de la noyade. Matt apprend à Harry qu'il ne peut pas atteindre la ville en passant par la rivière, car les rapides et cascades sont trop dangereux. Harry assomme alors son sauveur, lui vole son fusil et son cheval, et continue son chemin par les terres. Kay décide de ne pas l'accompagner mais de l'attendre à la ferme pour s'occuper de Matt qu'il a blessé.
Les trois protagonistes se retrouvent seuls dans la vallée. Sans arme et sans cheval, ils sont sous la menace des Indiens qui rôdent dans la région. Ceux-ci ne tardent pas à les attaquer. Ils n'ont qu'une solution : fuir par la rivière en reprenant le radeau. Tandis qu'ils s'éloignent, les Indiens brûlent la ferme. Matt décide de se rendre à Council City pour y retrouver son agresseur.
Alors qu'ils sont arrêtés sur la rive pour passer la nuit, Kay tente de convaincre Matt que Harry n'est pas un mauvais homme : au moins n’a-t-il pas, comme Matt, passé des années en prison pour avoir tué un homme dans le dos. Mark surprend la conversation et apprend ainsi pourquoi son père est resté absent si longtemps. Matt explique alors à son fils qu'il a été contraint de commettre cet acte pour sauver la vie d'un ami.

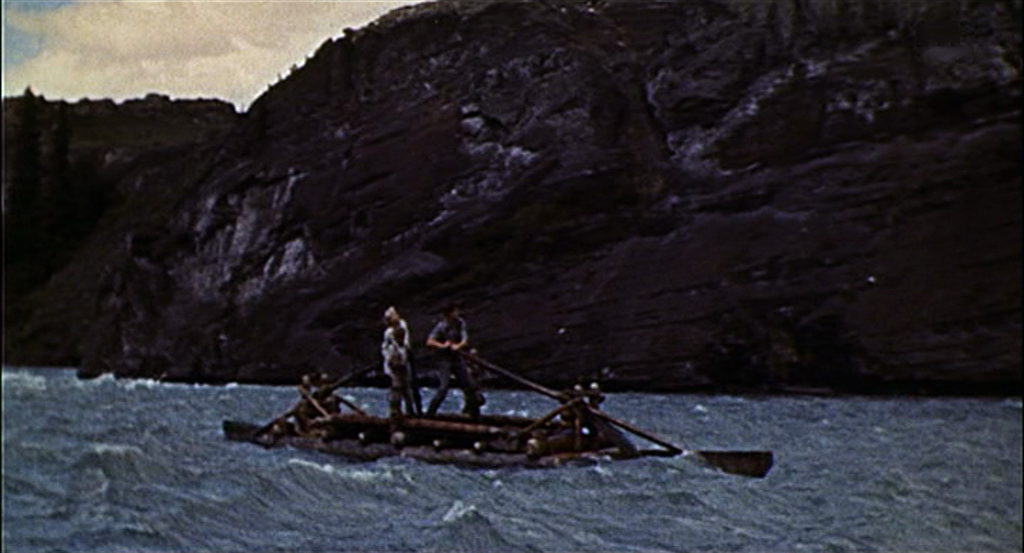
Le radeau.

Lors d'un nouvel accostage, les trois voyageurs rencontrent Dave Colby et Sam Benson. C'est à Colby que Harry a gagné la propriété aurifère. Ils sont eux aussi à sa poursuite. Alors que Colby tente de kidnapper Kay, Matt le désarme, sans intervention de Benson qui ne s'en mêle pas, et les oblige à repartir. Il garde le fusil et la cartouchière de Colby afin de pouvoir se protéger le reste du trajet. Il en trouve l'utilité rapidement puisque, alors qu'ils naviguent tous les trois sur la rivière, des Indiens les attaquent à nouveau depuis les rives, après qu'ils ont tué Colby, dont le cheval est tiré par un des Indiens.
Après avoir vaincu les nombreux obstacles, ils arrivent à Council City. Là, Matt accepte de laisser à Kay le temps de parler à Harry avant que les deux hommes ne se confrontent. Elle tente de calmer son fiancé qui accepte de rencontrer Matt après avoir laissé son revolver au saloon. Mais dans la rue, dès qu'il aperçoit Matt, il dégaine une autre arme cachée dans sa veste et lui tire dessus en le manquant. Alors qu'il est sur le point de le tuer, c'est Mark qui abat le gredin d'une balle dans le dos. Le garçon sauve la vie de son père de la même manière qui a envoyé son père en prison.
Complètement désorientée par la mort de son fiancé, Kay reprend sa carrière de chanteuse dans le saloon local. Mais alors qu'elle est applaudie par un public conquis, Matt entre dans le saloon, la prend sur ses épaules et l'assoit à l'extérieur sur un chariot rempli de provisions. Elle y retrouve Mark qu'elle prend dans ses bras et, quand elle demande à Matt « Mais où allons-nous ? », il fait démarrer la carriole en lui répondant « Chez nous ! ».

## Fiche technique
- Titre original : River of no Return
- Titre français : Rivière sans retour
- Réalisation : Otto Preminger et Jean Negulesco (non crédité ; scènes reprises en post-production)
- Montage : Louis R. Loeffler
- Scénario : Frank Fenton, d'après une histoire de Louis Lantz
- Production : Stanley Rubin
- Musique : Cyril J. Mockridge et Leigh Harline (non crédité)
- Chansons : Ken Darby (paroles) et Lionel Newman (musique)
- Chorégraphie : Jack Cole
- Directeur de la photographie : Joseph LaShelle
- Direction artistique : Addison Hehr et Lyle Wheeler
- Décors : Chester Bayhi et Walter M. Scott
- Costumes : Travilla (conception) et Charles Le Maire
- Maquillage : Ben Nye et Allan Snyder
- Effets visuels : Ray Kellogg
- Compagnie de production : Twentieth Century Fox
- Distribution : Twentieth Century Fox
- Date de sortie : 30 avril 1954
- Pays d'origine : États-Unis
- Langue : anglais
- Genre : Western
- Format : Couleurs (Technicolor)- 35mm - 2,55:1 (CinémaScope)
- Durée : 91 minutes
- Affiches : Constantin Belinsky, Roger Soubie (France)

## Distribution

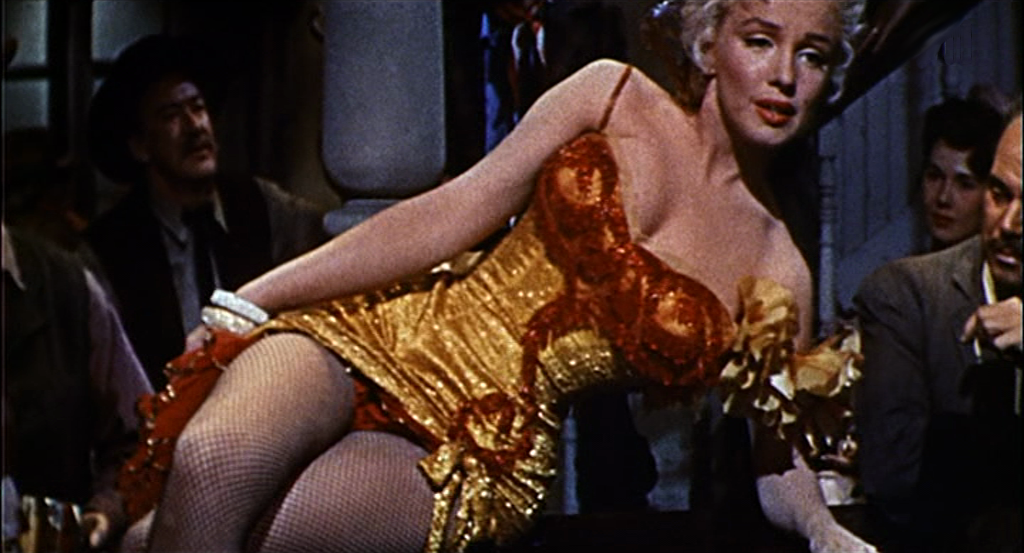
Marilyn Monroe dans le rôle de Kay.

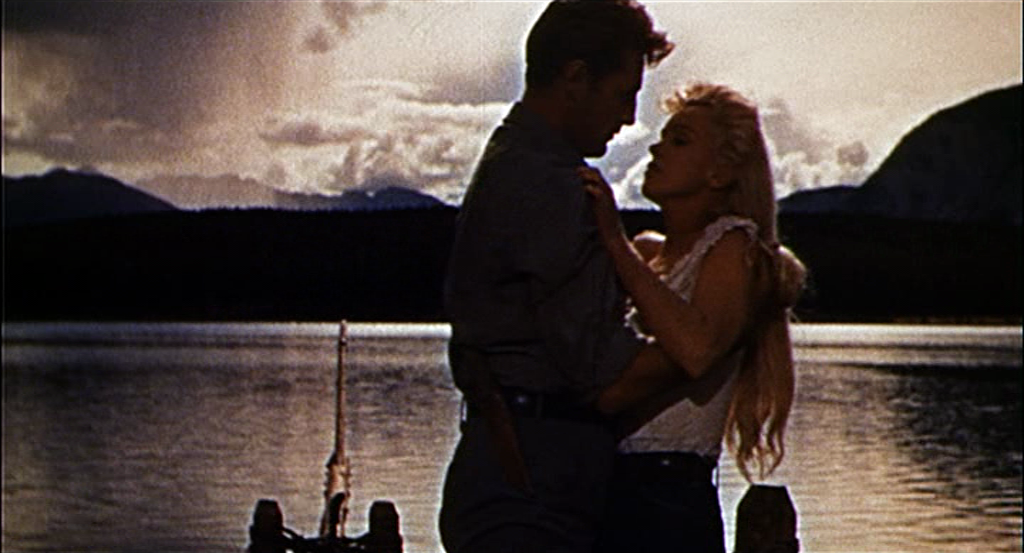
Robert Mitchum et Marilyn Monroe.

- Robert Mitchum (VF : Roger Tréville) : Matt Calder
- Marilyn Monroe (VF : Claire Guibert) : Kay Weston
- Rory Calhoun (VF : Lucien Bryonne) : Harry Weston
- Tommy Rettig (VF : Linette Lemercier) : Mark Calder
- Murvyn Vye (VF : Fernand Rauzena) : Dave Colby
- Douglas Spencer (VF : Maurice Porterat) : Sam Benson

Acteurs non crédités :
- Hal Baylor : un voyou
- Don Beddoe (VF : Paul Ville) : Ben
- Edmund Cobb : le barbier
- Ralph Sanford (VF : Jean Brunel) : le barman du saloon
- John Doucette : un homme au saloon
- Mitchell Kowal : un prospecteur
- Hank Mann : un habitant de Council City
- Barbara Nichols : une danseuse blonde
- Jack Perrin : un prospecteur
- Arthur Shields (VF : Albert Montigny) : le pasteur à Tent City
- Will Wright (VF : Maurice Porterat) : un marchand

## Autour du film

Affiche japonaise du film.

Ce film marque la rencontre de deux des plus grandes stars d'Hollywood : Robert Mitchum et Marilyn Monroe. Unique western réalisé par Otto Preminger, ce film sur la conquête de l'Ouest des Rocheuses canadiennes est tourné dans les décors naturels des parcs nationaux de Banff et de Jasper au Canada. C'est surtout un des tout premiers films à être tourné en CinemaScope, avec un ratio de 2,55:1. Il s'agissait alors pour le cinéma américain d'enrayer la montée en puissance de la télévision en procurant au spectateur des sensations visuelles que la télévision ne pouvait lui offrir.
Une des affiches de promotion du film est signée Roger Soubie.

## Musiques du film
Les quatre chansons du film, de Ken Darby (paroles) et Lionel Newman (musique), sont interprétées par Marilyn Monroe (liste des chansons de Marilyn Monroe) :
- River Of No Return
- I'm Gonna File My Claim
- One Silver Dollar
- Down In The Meadow